# Обухов, Платон Алексеевич
Платон Алексеевич Обухов (род.  9 сентября 1968, Москва) — российский детективный писатель, переводчик, искусствовед, общественный деятель. Сын советского дипломата Алексея Обухова. Осуждён в России за шпионаж.

## Биография
Учился в специальной школе № 67 с углубленным изучением английского языка и военно-прикладных видов спорта. В 1990 году окончил Московский государственный институт международных отношений со специализацией по странам Запада. Находился на дипломатической и военной службе за рубежом, на острове Шпицберген, на Аландских островах, в Норвегии, Швеции, Финляндии, Швейцарии, затем работал в Управлении США и Канады МИД России. Одновременно с 1990 года начал заниматься литературной деятельностью.
В 1996 году был арестован по обвинению в шпионаже в пользу Великобритании; видный представитель Федеральной службы безопасности, начальник Департамента контрразведки генерал-майор Николай Волобуев заявил при этом, что «по уровню нанесенного ущерба Обухов второй, если не первый, после знаменитого шпиона Пеньковского (речь идёт, конечно, об английских агентах)». В 2000 г. приговорён Московским городским судом к 11 годам лишения свободы. В 2001 году приговор был отменён, дело направлено на новое расследование; при этом отец Обухова, посол А. А. Обухов, заявил, что действительной причиной преследования его сына был вовсе не шпионаж, а то, что он назвал главного персонажа своей книги «Роковая женщина», который предстает в книге как руководитель вымышленной мафиозной структуры, занимающейся торговлей женщинами и их принуждению к занятиям проституцией, а также торговлей наркотиками и оружием, действительным полным именем крупного чиновника Министерства иностранных дел — заместителя министра, члена коллегии Сергея Ивановича Кисляка, ныне посла РФ в США, а противостоящего ему положительного героя — действительным именем члена коллегии МИД РФ, Чрезвычайного и Полномочного Посла, начальника Департамента разоружения Олега Михайловича Соколова, и придал этим персонажам черты полного портретного сходства с Кисляком и с Соколовым, а также вывел в качестве отрицательных главных героев ряд высокопоставленных чиновников тогдашнего Рособоронпрома и Минатома — Ямпольского, Кузнецова, Сергеева, Курбатова и других. В 2002 году Обухов был признан Московским городским судом (федеральный судья Кузнецова Н. И.) невменяемым и направлен на принудительное психиатрическое лечение, однако затем без особой огласки освобождён. В 2008 году пресса сообщала о том, что срок принудительного психиатрического лечения Обухову по просьбе его матери, Обуховой О. И. и Главной военной прокуратуры, был в очередной раз продлён Московским городским судом (определение о продлении вынесла все та же федеральный судья Кузнецова Н. И.) Постановлением Московского городского суда от 12 марта 2008 года отклонено ходатайство ПНД № 4 о прекращении принудительной меры в отношении Обухова П. А., и ему продлено применение принудительной меры.
20 мая 2010 года Московский городской суд в составе: председательствующей судьи Олихвер Н. И. с участием прокурора — старшего военного прокурора отдела 5 управления надзора ГВП Близеева И. Ю., рассмотрев в судебном заседании представление Главного врача психоневрологического диспансера № 4 САО г. Москвы об отмене принудительной меры медицинского характера в отношении Обухова, постановил: Представление Главного врача об отмене принудительной меры оставить без удовлетворения. Продлить Обухову принудительные меры медицинского характера в виде амбулаторного принудительного лечения и наблюдения на следующие шесть месяцев.
31 декабря 2010 года судья Московского городского суда Откин М. К., с участием старшего военного прокурора отдела 5-го управления надзора Главной военной прокуратуры Близеева И. Ю., рассмотрев в судебном заседании представление Психоневрологического диспансера № 4 об отмене принудительной меры медицинского характера, постановил: Представление Психоневрологического диспансера № 4 об отмене принудительной меры оставить без удовлетворения. Продлить Обухову ранее назначенную судом принудительную меру медицинского характера на 6 месяцев.
Кассационным определением Судебной коллегии по уголовным делам Верховного Суда Российской Федерации от 14 марта 2011 года постановление Московского городского суда от 31 декабря 2010 года, которым оставлено без удовлетворения представление ПНД № 4 об отмене Обухову П. А. принудительной меры медицинского характера и ранее назначенная судом мера продлена на шесть месяцев, было отменено с направлением дела на новое судебное рассмотрение.
5 мая 2011 года Московский городской суд в составе: председательствующего судьи Вырышевой И. В., с участием старшего военного прокурора отдела 5 управления надзора Главной военной прокуратуры Генеральной прокуратуры Российской Федерации Близеева И. Ю., рассмотрев в судебном заседании представление Главного врача психоневрологического диспансера о прекращении принудительной меры медицинского характера, исследовав акт психиатрического освидетельствования № 1279 от декабря 2010 года, выяснив результаты проведенного лечения и условия, которых Обухов П. А. будет находиться после отмены принудительного лечения, выслушав мнения представителя ПНД № 4 и адвоката Бородина А. В., поддержавших доводы представления главного врача ПНД № 4 и просивших прекратить применение принудительной мер медицинского характера, мнение прокурора Близеева И. Ю., просившего суд в удовлетворении представления отказать по мотивам наличия у Обухова П. А. неизлечимого заболевания и совершения им особо опасного государственного преступления, наказуемого смертной казнью, суд пришел к убеждению в том, что в настоящее время в результате проведенного лечения достигнуто такое улучшение психического состояния Обухова П. А., которое не связано больше с возможностью причинения существенного вреда либо его опасностью для себя и других лиц, при котором значительно снижается или исчезает вероятность совершения им новых деяний, предусмотренных уголовным законом, и соответствует целям применения принудительных мер медицинского характера, указанным в ст. 98 УК РФ. С учетом вышеприведенных обстоятельств, доводы прокурора об отсутствии оснований для прекращения Обухову П. А. применения принудительных мер медицинского характера, являются несостоятельными и не основаны на требованиях закона. На основании изложенного, руководствуясь ст. 445 УПК РФ, суд постановил: Представление Главного врача удовлетворить. Применение принудительной меры медицинского характера в отношении Обухова прекратить.
21 июня 2011 г. Судебная коллегия по уголовным делам Верховного Суда РФ в составе: председательствующего Кочина В. В., судей Шишлянникова В. Ф. и Климова А. Н., рассмотрела в судебном заседании уголовное дело по кассационным жалобам Обухова П. А. и его законного представителя Обуховой О. И. на постановление судьи Московского городского суда от 5 мая 2011 года, которым удовлетворено представление Главного врача об отмене принудительной меры медицинского характера. В кассационной жалобе законный представитель Обухова О. И. указывает, что в апреле 2006 года закончился срок давности привлечения её сына Обухова П. А. к ответственности за совершенное деяние, предусмотренное п. «а» ст. 64 УК РСФСР, просит отменить постановление судьи и прекратить уголовное преследование за истечением срока давности. Заслушав доклад судьи Шишлянникова В. Ф., мнение прокуроров Близеева И. Ю. и Самойлова И. В., полагавших оставить постановление без изменения, проверив представленные материалы, обсудив доводы кассационных жалоб, судебная коллегия не нашла оснований для отмены или изменения постановления судьи Вырышевой И. В. от 5 мая 2011 года.
Член партии «Единая Россия» с 2001 года, занимается вопросами жилищно-коммунального хозяйства в городе Москва, защитой законных прав собственников квартир, борьбой с незаконными ТСЖ и незаконным отъемом жилья у собственников.

## Творчество
Переводчик с английского, испанского, норвежского, датского языков. В переводах Платона Обухова вышло несколько десятков книг — как литературно-приключенческого жанра, так и исторических и научно-познавательных, переводов художественной литературы и любовных романов.
Автор 29 статей по актуальным вопросам современного искусства, актуальным проблемам живописи, как российской, так и западноевропейской; кандидат искусствоведения. Автор ряда биографий современных российских художников.
Член Творческого Союза художников России (ТСХР РФ). Рисовать начал в детстве. Рисунок Обухова «Моя ракета», победивший на конкурсе детских рисунков 1975 года, напечатан в № 9 журнала «Мурзилка» за 1975 год. Картины и скульптуры Обухова находятся в частных коллекциях в Москве, Санкт-Петербурге, Нью-Йорке, Женеве.

### Избранные произведения
Остросюжетные приключенческие романы
- Игра в смерть. — М.: Локид, 1995, 1996. — 508 с. — 26 000 + 30 000 экз. — ISBN 5-320-00099-5
- Авантюра. — М.: Эксмо, 1997.
- Прыжок Биг Босса.
- Несостоявшийся шантаж. — М.: Локид, 1995.
- Охота на канцлера. — М.: Локид, 1996.
- Роковая женщина. — М.: Локид, 1995, 1996.
- В объятьях паука. — М.: Локид, 1996.
- Демон секса. — М.: Эксмо-пресс, 1996,1997.
- Спарринг со смертью. — М. Эксмо-пресс, 1999.
- Антикварное дело.
- Бог любит блондинок.
- Королева красоты.
- Нежное убийство.
- Обратная сторона Луны.
- Женская измена.
- Брызги крови.
- Счастья на всех не хватит.

Опубликованные переводы Платона Обухова на русском языке
- Лео Кесслер. «Мертвая голова» (Leo Kessler. «Death’s Head»)
- Лео Кесслер. «Московская мясорубка» (Leo Kessler. «Flight from Moscow») — ISBN 978-5-9533-3709-0.
- Лео Кесслер. «Форсированный марш» (Leo Kessler. «Forced March»)
- Лео Кесслер «Стальные когти» (Leo Kessler. «Claws of Steel»)
- Лео Кесслер «Щит дьявола» (Leo Kessler. «The Devil’s Shield»)
- Лео Кесслер «Операция Ленинград» (Leo Kessler. «Operation Leningrad»)
- Лео Кесслер «Побег из Сталинградского котла» (Leo Kessler. «Breakout from Stalingrad»)
- Эмерсон Хау. «Крытый фургон» (Emerson Hough. «Covered Wagon»)
- Фредерик Ремингтон. «Запутанные следы». (Frederick Remington. «Crooked Trails»)
- Фредерик Манфред. «Пламенное перо». (Frederick Manfred. «Scarlet Plume»)
- Джордж Берд Гриннел. «Охотники на волков». (George Bird Grinnell. «Wolf Hunters»)
- Алан Ле Мэй «Искатели» (Alan LeMay. «The Searchers»)
- Алан Ле Мэй «Непрощенный» (Alan LeMay. «The Unforgiven»)
- Эдриан Джилберт «Конец времен. Новый взгляд на пророчества майя». (Adrian Gilbert. «The end of time»)
- Фрэнк Джозеф. «Уцелевшие атланты». (Frank Joseph. «Survivors of Atlantis»)
- Фергюс Линнан, «Английские повесы». (Fergus Linnane. «The Lives of the English Rakes»)
- Филип Гардинер. «Гнозис: раскрыт секрет Храма Соломона». (Philip Gardiner. «Gnosis: The Secret of Solomon’s Temple Revealed»)
- Филип Коппенс. «Новый век пирамид». (Philip Coppens. «The New Pyramid Age»)
- Льюис Уолперт «Тайная жизнь клеток» (Lewis Wolpert. «How We Live and Why We Die: the secret lives of cells»)
- Брайан Кинг «Лживая обезьяна» (Brian King. «Lying Ape»)
- Мартин Гилберт «Черчилль и евреи» (Martin Gilbert. «Churchill and the Jews»)
- Памела Роуэн «Ураган медового месяца» (Pamela Rowan. «HONEYMOON HURRICANE»)